# Samantha Barks
Samantha Barks, née le 2 octobre 1990 à Laxey (île de Man), est une chanteuse, actrice et danseuse britannique.

## Biographie
Samantha naît et grandit à Laxey.
Elle fait ses études à l'école primaire de Laxey et à la Ninian's High School de Douglas. Elle commence à apprendre la danse à 3 ans (ballet, danse moderne et claquettes).
Après avoir suivi différentes formations dans l'île de Man (notamment celle de la Manx Ballet Company), elle s'installe à Londres pour suivre les cours des Arts Educational Schools.

## Carrière
Le premier album studio de Samantha Barks, Looking In Your Eyes, paraît en 2007.
Elle effectue sa première prestation dans le télé-crochet de la BBC I'd Do Anything qui recherchait un nouveau talent pour interpréter le rôle de « Nancy » dans la comédie musicale Oliver ! représentée dans le quartier West End de Londres. Elle termine troisième (2008). 
Cela ne l’empêche pas de faire consécutivement ses débuts à la scène londonienne, on la voit notamment dans des comédies musicales comme Cabaret (2008), Les Misérables (2010-2011), puis dans Oliver ! qui est jouée en tournée dans tout le Royaume-Uni de 2011 à 2013. 
Parallèlement, elle tient le rôle de Zoe dans la série musicale télévisée Groove High (2012). 
Elle obtient ensuite le rôle d'Éponine dans l'adaptation  cinématographique de la célèbre comédie musicale homonyme réalisée par Tom Hooper, Les Misérables (2012). Le film bat des records au box office et reçoit de multiples récompenses.
De ce fait, elle est sollicitée par une nouvelle génération de cinéastes britanniques : John Stephenson qui réalise son deuxième film (The Christmas Candle), et le jeune Gary Shore qui réalise son premier film de long métrage (Dracula).

## Filmographie

### Cinéma
- 2012 : Les Misérables de Tom Hooper : Éponine
- 2013 : The Christmas Candle de John Stephenson : Emily Barstow
- 2014 : Jack et la mécanique du cœur (The Boy with the Cuckoo-Clock Heart), film d'animation de Stéphane Berla et Mathias Malzieu : voix de Miss Acacia en version anglaise
- 2014 : Dracula Untold de Gary Shore : Baba Yaga
- 2014 : The Devil's Harvest de George Mendeluk : Natalka
- 2016 : 100 Streets de Jim O'Hanlon : Lotte
- 2017: Interlude in Prague de John Stephenson : Josefa Duchek
- 2017 : Holodomor, la grande famine ukrainienne de George Mendeluk
- 2020 : For Love or Money de Mark Murphy : Connie
- 2021 : First Date : Casey
- 2022 : Tomorrow Morning : Catherine

### Télévision
- 2008 : I'd Do Anything, télé-crochet : elle-même
- 2012 : Groove High, série musicale : Zoe Myer

## Comédies musicales

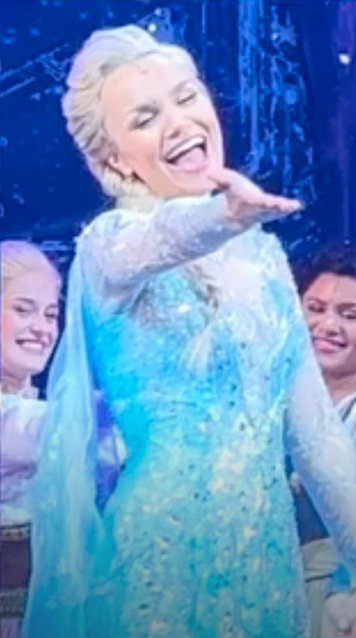
Barks campe Elsa dans l'adaptation musicale de Frozen entre 2021 et 2024.

- 2008-2009 : Cabaret, tournée dans le Royaume-Uni : Sally Bowles
- 2010 : Les Misérables, version concert pour le 25e anniversaire de la création à la scène britannique de la comédie musicale, The O2 Arena (Londres) : Éponine
- 2010-2011 : Les Misérables, Queen's Theatre (Londres) : Éponine
- 2011-2013 : Oliver!, Edinburgh Playhouse (Édimbourg, Écosse), Grand Theatre (Leeds), Bord Gáis Energy Theatre (Dublin, Irlande), Bristol Hippodrome (Bristol), tournée dans le Royaume-Uni : Nancy
- 2013 : Chicago, Hollywood Bowl : Velma Kelly
- 2014 : City of Angels, Donmar Warehouse : Mallory / Avril
- 2015 : Amélie, Berkeley Repertory Theatre : Amélie
- 2016 : The Last Five Years, The Other Palace : Cathy Hiatt
- 2017 : Honeymoon in Vegas, London Palladium : Betsy Nolan
- 2018-2019 : Pretty Woman: The Musical, James M. Nederlander Theatre, Chicago et Nederlander Theatre, Broadway : Vivian Ward
- 2020 / 2022 : Chess, Umeda Arts Theater, Tokyo International Forum : Florence
- 2021-2024 : Frozen, Théâtre de Drury Lane, West End : Elsa

## Musique
- 2007 : Looking In Your Eyes, 1er album studio (Brunswick Studios).
- 2011 : Let Go, single (Flour Records).
- 2012 : Les Misérables: Highlights from the Motion Picture Soundtrack, BO du film Les Misérables (Mercury Records).
- 2017 : The Musical, du collectif Indoor Garden Party, incluant notamment Russell Crowe.

## Distinctions

### Récompenses

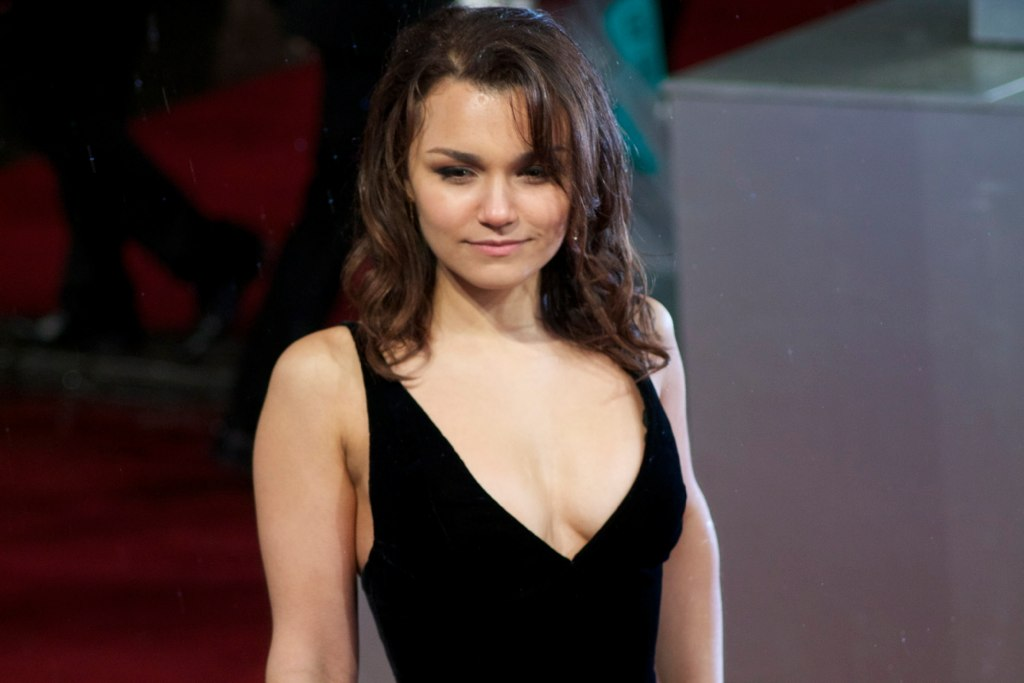
Barks en 2013 au BaFTA Awards.

- National Board of Review Award 2012 : prix de la meilleure distribution pour Les Misérables
- Satellite Award de la meilleure distribution 2012 pour Les Misérables
- Washington D.C. Area Film Critics Association Award 2012 : prix de la meilleure distribution pour Les Misérables
- Hollywood Film Festival 2013 : prix de la meilleure révélation pour le rôle d'Éponine dans Les Misérables
- Elle Style Awards 2013 : prix de la meilleure révélation pour le rôle d'Éponine dans Les Misérables[1]

### Nominations
- Alliance of  Women Film Journalists 2012 : nommée pour le prix de la meilleure révélation pour le rôle d'Éponine dans Les Misérables
- Chicago Film Critics Association Award 2012 : nommée pour le prix de la meilleure révélation dans Les Misérables
- London Film Critics Circle Awards 2012 : nommée pour le prix de la jeune actrice britannique de l'année dans Les Misérables
- Screen Actors Guild Award de la meilleure distribution 2012 : nomination pour Les Misérables
- San Diego Film Critics Society Award 2012 : 
  - nommée pour le prix de la meilleure actrice dans un second rôle pour Les Misérables
  - nomination pour le prix de la meilleure distribution pour Les Misérables
- Satellite Award 2012 : nommée pour le prix de l'actrice de l'année dans un second rôle dans Les Misérables
- Broadcast Film Critics Association Award 2013 : nomination pour le prix de la meilleure distribution pour Les Misérables
- Washington D.C. Area Film Critics Association Award 2013 : nommée pour le prix de l'actrice de l'année dans un second rôle dans Les Misérables